# Giuliano Acernese
Giuliano Acernese (Massa, 18 marzo 1928 – 29 maggio 2003) è stato un arbitro di calcio italiano.

## Carriera
Nato in Toscana ma da sempre legato alla sezione romana dell'A.I.A., ha iniziato a dirigere in Serie C nel 1958, in Serie B ha esordito a Brescia, nella prima giornata di campionato il 16 settembre 1962, nella partita Brescia-Lucchese (2-1) nei tornei del campionato cadetto ha arbitrato per nove stagioni totalizzando ben 107 presenze. Nel massimo campionato ha esordito a Catania il 9 maggio 1965 nella partita Catania-Torino (1-1), in Serie A ha arbitrato sei stagioni collezionando 38 direzioni, l'ultima a Vicenza l'11 aprile 1971 (Lanerossi Vicenza-Juventus 1-1). Ha diretto anche 10 incontri di Coppa Italia.